# Bassus dravida
Bassus dravida är en stekelart som först beskrevs av Gupta och Bhat 1974.  Bassus dravida ingår i släktet Bassus och familjen bracksteklar. Inga underarter finns listade.